# Raimundo II de Ruergue e Tolosa
Raimundo II de Ruergue e Tolosa (? - 961) foi conde de Ruergue e de Tolosa.
foi senhor dos direitos indivisos sobre os municípios de Albi, de Nîmes e Septimânia, além dos direitos feudais e nominais de Carcès. Também teve os direitos feudais sobre a Aquitânia e Septimânia, deteve o título de Marquês de Septimânia.

## Relações familiares
Foi filho de Armengol de Ruergue e Tolosa (850 - Julho de 935) e de Adelaide (855 -?). Casou em 936 com Berta de Arles (912 - 18 de Outubro de 965), filha de Bosão de Arles e Avinhão, conde de Arles e de Avinhão e de Guilda de Borgonha, filha de Rudolfo I da Borgonha (859 - 25 de Outubro de 912), de quem teve:
1. Adelaide de Ruergue (950 - 1011) casada com Rogério I de Carcassonne (940 - 1012), conde de Carcassona.
2. Raimundo III de Ruergue (945- 1008), conde de Ruergue.
3. Ermengarda de Ruergue (951- ?), casada com Suniário I de Pallars.